# ロヴェルベッラ
ロヴェルベッラ（伊: Roverbella）は、イタリア共和国ロンバルディア州マントヴァ県にある、人口約8,500人の基礎自治体（コムーネ）。

## 地理

### 位置・広がり

#### 隣接コムーネ
隣接するコムーネは以下の通り。括弧内は県名略記号。
- カステルベルフォルテ
- マルミローロ
- モッツェカーネ (VR)
- ノガローレ・ロッカ (VR)
- ポルト・マントヴァーノ
- サン・ジョルジョ・ビガレッロ (サン・ジョルジョ・ディ・マントヴァ)
- トレヴェンツオーロ (VR)
- ヴァレッジョ・スル・ミンチョ (VR)

### 気候分類・地震分類
気候分類では、zona E, 2388 GGに分類される。
また、イタリアの地震リスク階級 (it) では、zona 3 (sismicità bassa) に分類される。

## 行政

### 分離集落
ロヴェルベッラには以下の分離集落（フラツィオーネ）がある。
- Belvedere, Canedole, Castiglione Mantovano, Malavicina, Pellaloco